# Catino absidale

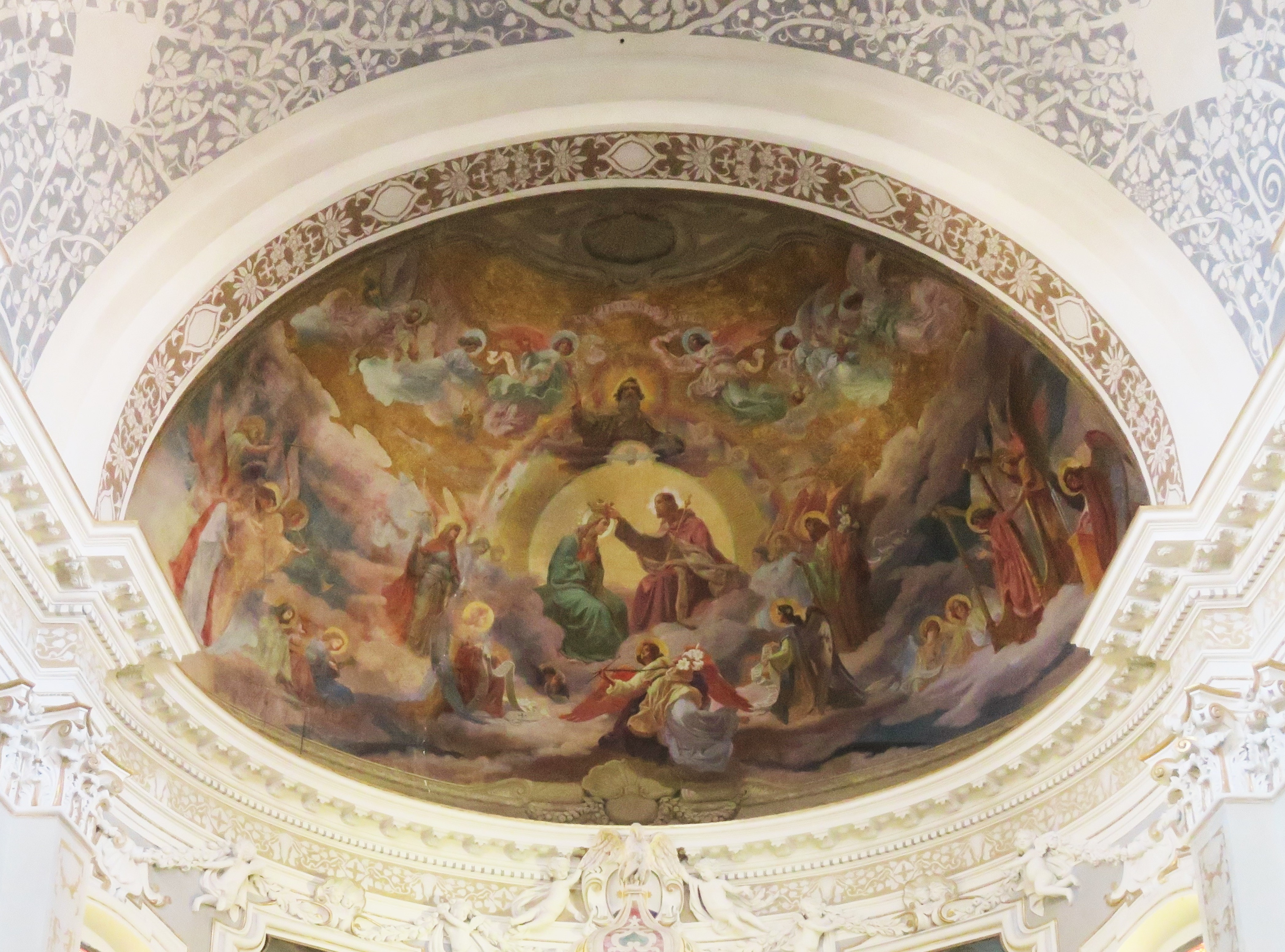
Catino absidale della Chiesa di Santa Maria del Carmine a Rovereto

Il catino absidale, anche chiamato conca, è una volta a calotta semisferica utilizzata come articolazione spaziale interna o esterna di un ambiente, ad esempio a conclusione del presbiterio in una chiesa, ed è presente da secoli nella storia dell'architettura.

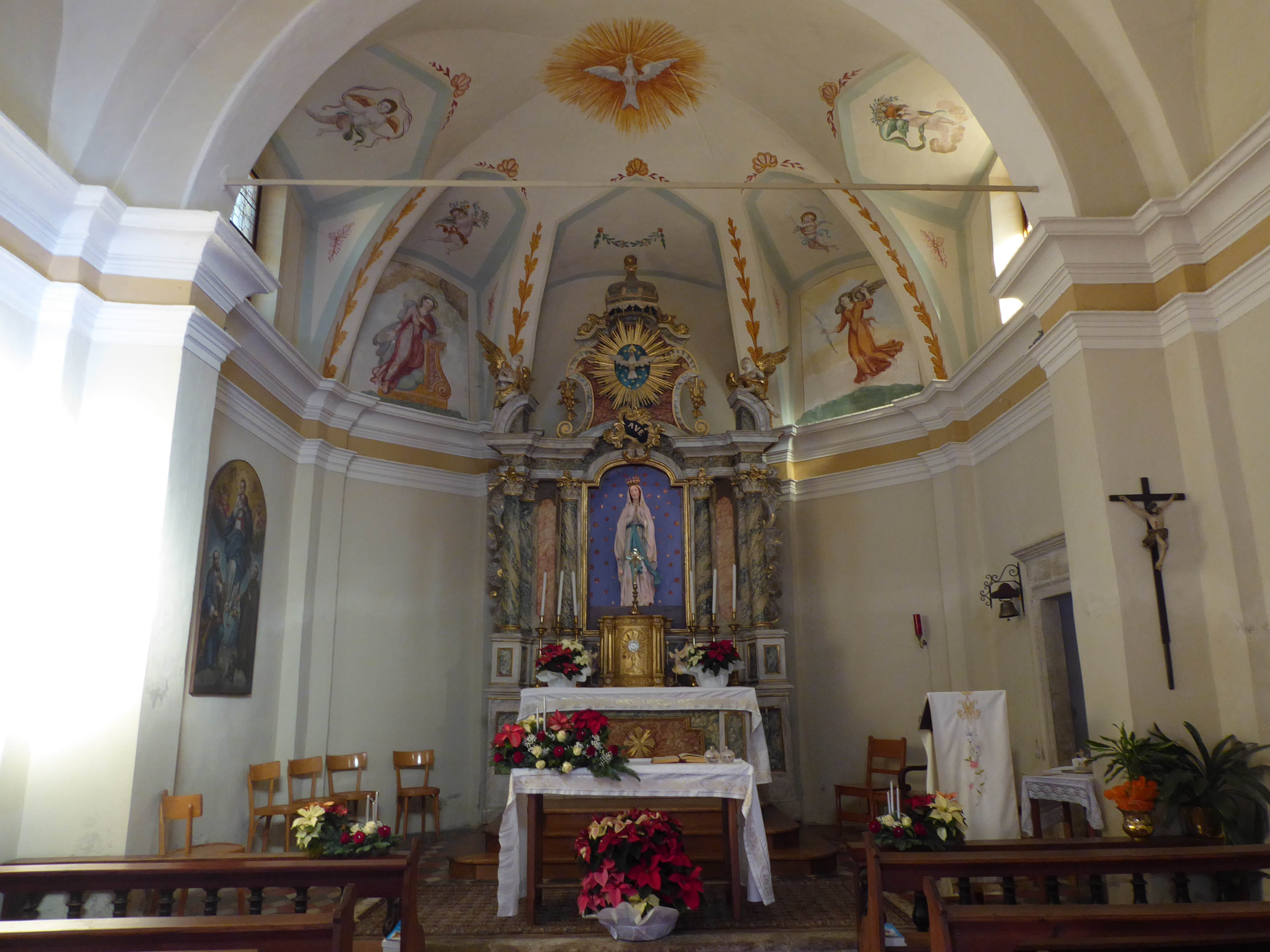
Presbiterio con catino absidale della chiesa dell'Immacolata a Livo, Trentino-Alto Adige

## Storia

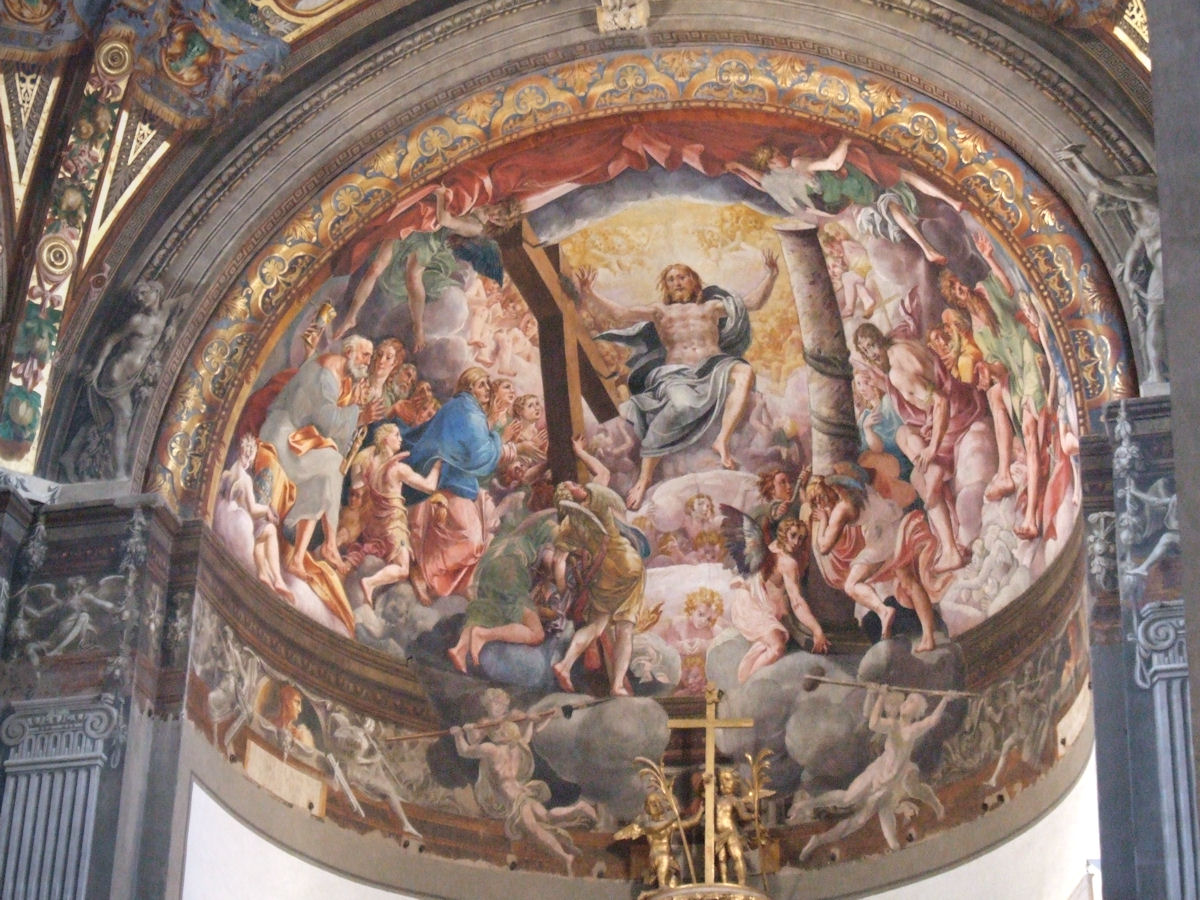
Catino absidale del duomo di Parma

Il catino absidale si trova nell'abside ed è presente da secoli nella storia dell'architettura.

## Descrizione
Il catino absidale è la volta semisferica dell'abside, può essere anche di grandi dimensioni e presentarsi con struttura uniforme e contenente un unico grande affresco oppure suddiviso in sezioni o percorso da membrature con riquadri magari rifiniti a stucco o in altri modi. Si mostra come parete verticale semicilindrica ed è diverso si dalla calotta absidale, che ha forma di semi cupola.